# 라웅가우르바들라시슬라
라웅가우르바들라시슬라(아이슬란드어: Rangárvallasýsla)는 아이슬란드의 주이다. 이 주는 쉬뒤를란드 지역에 있다. 